# Mezinárodní festival dokumentárních filmů Ji.hlava
Mezinárodní festival dokumentárních filmů Ji.hlava (MFDF Ji.hlava, anglicky IDFF Ji.hlava) je největší festival věnovaný autorskému dokumentárnímu filmu ve střední a východní Evropě. Festival probíhá tradičně koncem října v Jihlavě v okrese Jihlava v České republice. Jeho programovou radu tvoří Marek Hovorka, Petr Kubica a Andrea Slováková.
Projekcí ročníku v roce 2023 se zúčastnilo přes 90 tisíc diváků a téměř 6 tisíc akreditovaných účastníků. Filmoví profesionálové se účastní Industry Programu MFDF Ji.hlava, který zahrnuje projekty jako Emerging Producers, Festival Identity,  Konference Fascinace, nebo Ji.hlava New Visions Forum & Market. V roce 2022 festival promítl celkem 376 filmů.

## Historie
Festival byl založen roku 1997 skupinou studentů jihlavského gymnázia v čele s Markem Hovorkou, který je ředitelem festivalu. Mezi zakládající členy patřili také dramaturg Petr Kubica nebo Hovorkův spolužák a režisér Jiří Havelka. Od roku 2001 je organizován pod hlavičkou občanského sdružení Jihlavský spolek amatérských filmařů, které se v roce 2015 transformovalo na  DOC.DREAM — Spolek pro podporu dokumentárního filmu.
Tradičním mottem festivalu je slogan „Myslet filmem!“, symbolem se stal trychtýř. Autorem vizuální identity festivalu je již od jeho počátku grafik Juraj Horváth.
První ročník festivalu v roce 1997 měl rozpočet 150 tisíc korun. Poté rozpočet rostl, druhý ročník stál 400, třetí 500 a čtvrtý 600 tisíc korun. Dvacátý ročník měl rozpočet 14 milionů korun.

## Program

### Soutěžní sekce

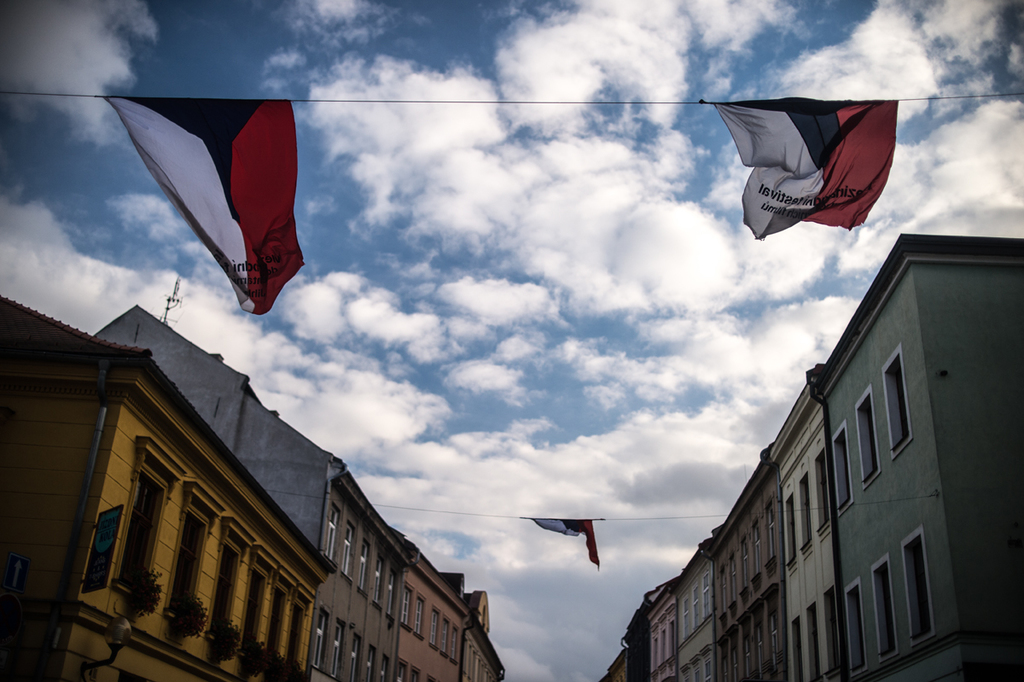
20. MFDF Ji.hlava 2016

Základem festivalového programu jsou následující soutěžní sekce:
- Opus Bonum – nejlepší světový dokumentární film (v rámci sekce se udílí také cena pro nejlepší film z regionu střední a východní Evropy, ceny za kameru, střih, zvuk, nejlepší debut nebo nejlepší filmovou esej).
- Česká radost – nejlepší český dokumentární film
- Fascinace – nejlepší světový experimentální dokumentární film
- exprmntl.cz – nejlepší český experimentální dokumentární film
- Krátká radost – nejlepší krátký dokumentární film
- Svědectví – o politice, přírodě a poznání - mezinárodní soutěž o nejlepší dokument s politickým a historickým přesahem, přírodní a ekologickou tematikou, nebo rozšiřující populárně vědecký žánr.

Festival dále nominuje jeden film, který je následně zahrnut do předvýběru Evropské filmové akademie pro evropskou cenu za nejlepší dokumentární film roku. Vítězné snímky soutěže Krátká radost jsou nominovány do předvýběru Cen Akademie (Oscar) v rámci kategorie krátkometrážních dokumentárních filmů.
| Ročník | Název filmu                         | Režie                         | Země původu                          |
| ------ | ----------------------------------- | ----------------------------- | ------------------------------------ |
| 2003   | 66 sezón                            | Peter Kerekes                 | Slovensko                            |
| 2003   | Sentiment                           | Tomáš Hejtmánek               | Česko                                |
| 2004   | Prsten                              | Angus Reid                    | Slovinsko                            |
| 2005   | Hlemýždí pevnost                    | Deszo Zsigmond                | Maďarsko                             |
| 2006   | Celý den spolu                      | Marcin Koszalka               | Polsko                               |
| 2007   | Družstvo                            | Simon Semtov, Sergei Loznitsa | Rusko                                |
| 2008   | Květinový most                      | Thomas Ciulei                 | Rumunsko, Německo                    |
| 2009   | Hranice                             | Jaroslav Vojtek               | Slovensko                            |
| 2010   | Vlastní životopis Nicolae Ceaușesca | Andrei Ujică                  | Rumunsko                             |
| 2011   | Bakhmaro                            | Salomé Jashi                  | Gruzie, Německo                      |
| 2012   | Fata morgána                        | Srđan Keča                    | Velká Británie, Srbsko               |
| 2013   | Zima / Zázrak                       | Gustavo Beck, Željka Suková   | Chorvatsko, Dánsko, Brazílie         |
| 2014   | Přicházíme jako přátelé             | Hubert Sauper                 | Francie, Rakousko                    |
| 2015   | V paprscích slunce                  | Vitalij Manskij               | Česko, Rusko, Německo, Severní Korea |
| 2016   | Oslnivý svit soumraku               | Salomé Jashi                  | Gruzie, Německo                      |
| 2017   | Opera o Polsku                      | Piotr Stasik                  | Polsko                               |
| 2018   | Timebox                             | Nora Agapi                    | Rumunsko                             |
| 2019   | UČIT                                | Alex Brendea                  | Rumunsko                             |
| 2020   | Lotyšští kojoti                     | Ivars Zviedris                | Lotyšsko                             |
| 2021   | Čiary                               | Barbora Sliepková             | Slovensko                            |
| 2022   | 07:15 – Kos                         | Judith Auffray                | Francie                              |
| 2023   | Dálky                               | Matej Bobrik                  | Polsko                               |

| Ročník | Název filmu                                                          | Režie                             |
| ------ | -------------------------------------------------------------------- | --------------------------------- |
| 2002   | Kdo bude hlídat hlídače? Dalibor, aneb klíč k chaloupce strýčka Toma | Karel Vachek                      |
| 2003   | Zlopověstné dítě                                                     | Lucie Králová, Miroslav Novák     |
| 2004   | Afoňka už nechce pást soby                                           | Martin Ryšavý                     |
| 2005   | Manželské etudy po dvaceti letech – Ivana a Václav                   | Helena Třeštíková                 |
| 2005   | Prodáno                                                              | Lucie Králová                     |
| 2005   | Soukromé století – Král Velichovek, Tatíček a Lili Marlén            | Jan Šikl                          |
| 2005   | Vierka                                                               | Miroslav Janek                    |
| 2005   | Zdroj                                                                | Martin Mareček                    |
| 2006   | Nízký let                                                            | Jan Šikl                          |
| 2007   | Poustevna, das ist Paradies                                          | Martin Dušek                      |
| 2008   | Ivetka a hora                                                        | Vít Janeček                       |
| 2009   | Mám ráda nudný život                                                 | Jan Gogola ml.                    |
| 2010   | Ženy SHR                                                             | Ondřej Provazník                  |
| 2011   | Pod sluncem tma                                                      | Martin Mareček                    |
| 2012   | Pevnost                                                              | Klára Tasovská, Lukáš Kokeš       |
| 2013   | Velká noc                                                            | Petr Hátle                        |
| 2014   | K oblakům vzhlížíme                                                  | Martin Dušek                      |
| 2015   | cena neudělena                                                       | -                                 |
| 2016   | FC Roma                                                              | Tomáš Bojar, Rozálie Kohoutová    |
| 2016   | Normální autistický film                                             | Miroslav Janek                    |
| 2017   | Český žurnál: Hranice práce                                          | Apolena Rychlíková                |
| 2018   | Uzamčený svět                                                        | Karel Žalud                       |
| 2019   | Sólo                                                                 | Artemio Benki                     |
| 2020   | Nová šichta                                                          | Jindřich Andrš                    |
| 2021   | Bratrství                                                            | Francesco Montagner               |
| 2022   | Kaprkód                                                              | Lucie Králová                     |
| 2023   | Světloplachost                                                       | Ivan Ostrochovský, Pavol Pekarčík |
| 2024   | Dům bez východu                                                      | Tomáš Hlaváček                    |

### Nesoutěžní sekce
Kromě soutěžních sekcí festival každoročně představuje i množství nesoutěžních sekcí zabývajících se různými oblastmi dokumentárního filmu. Mezi tradiční nesoutěžní sekce patří například:
- Reality TV – nové televizní formáty a aktuální podoby zkřížených žánrů, jako jsou docudrama, docusoap, reality show nebo mockument
- Dokument ČT – přehlídka dokumentární tvorby České televize
- FAMU uvádí – prezentace tvorby studentů Filmové a televizní fakulty Akademie múzických umění v Praze
- Průhledné bytosti – reflexe tvorby významných dokumentárních režisérů (například Frederick Wiseman, Mike Hoolboom, Manoel de Oliveira, Naomi Kawase, Alberto Cavalcanti, Albrecht Viktor Blum, Anne-Merie Millévile, András Szirtes, Artavazd Pelešjan, Bill Morrison, Bill Viola, Eric Rohmer, Craig Baldwin, Eugene Deslaw, Jean Rouch, Karol Plicka, Kidlat Tahimik, Lilian Schwartz, Man Ray, Marguerite Duras, Lionel Rogosin, Shirley Clarke, Šinsuke Ogawa, Vittorio de Seta)
- Průhledná krajina – proměny podob a funkcí dokumentárního filmu v konkrétních zemích od počátku kinematografie do současnosti (například Taiwan, Jižní Korea, Filipíny, Island)
- Souhvězdí – výběr pozoruhodných světových snímků z jiných filmových festivalů
- Konference Fascinace – dlouhodobý program představoval undergroundové a experimentální filmy střední a východní Evropy z období komunistické totality
- Zkouška sirén – kontakt s aktuálním světovým hudebním dokumentem a experimentem
- Doc Alliance Selection – Doc Alliance Selection Award je cena udělovaná nezávislou platformou Doc Alliance, sdružující 7 evropských dokumentárních festivalů: CPH:DOX, Millenium Docs Against Gravity FF, Doclisboa, DOK Leipzig, FIDMarseille, MFDF Ji.hlava a Visions du Réel

### Doprovodný program
Doprovodný program zahrnuje kromě tematických výstav také soutěžní výstavy plakátů filmových festivalů, hudební a divadelní vystoupení, autorská čtení, radiodokumenty a dokumentární divadlo či speciální výstavní instalaci Laboratorium.

## Galerie

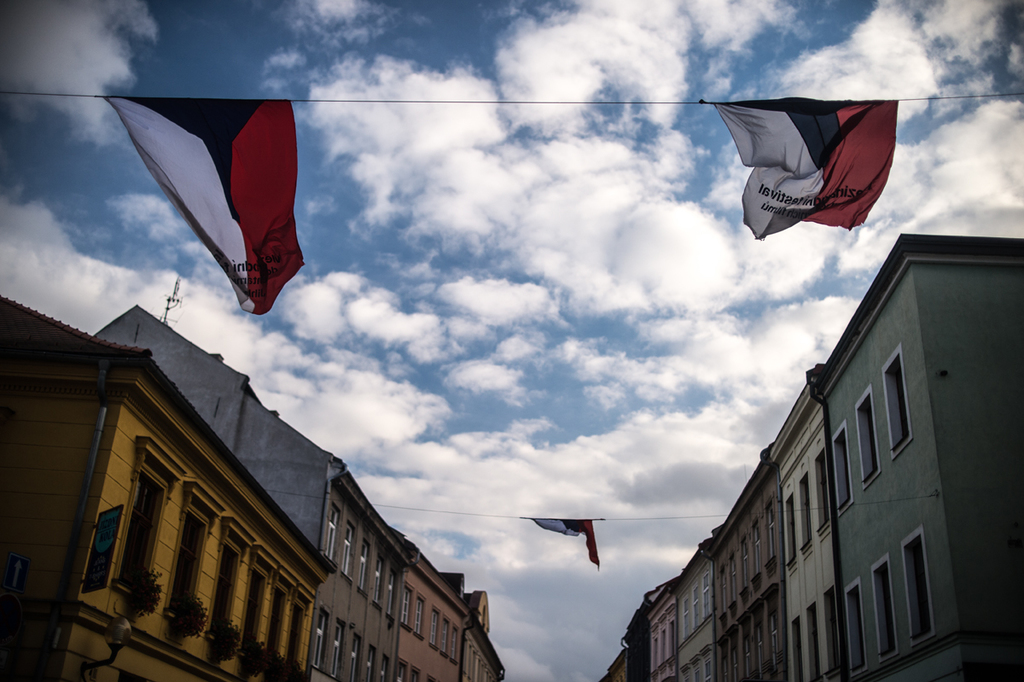
Vlajky v ulicích
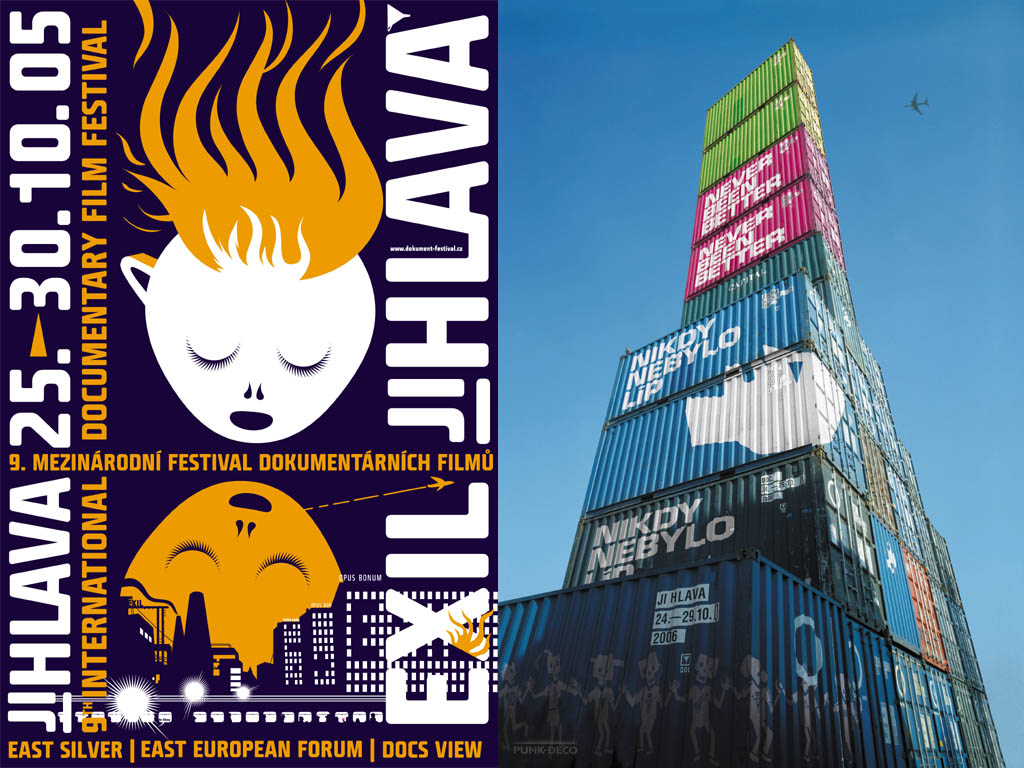
Plakáty festivalu od Juraje Horvátha
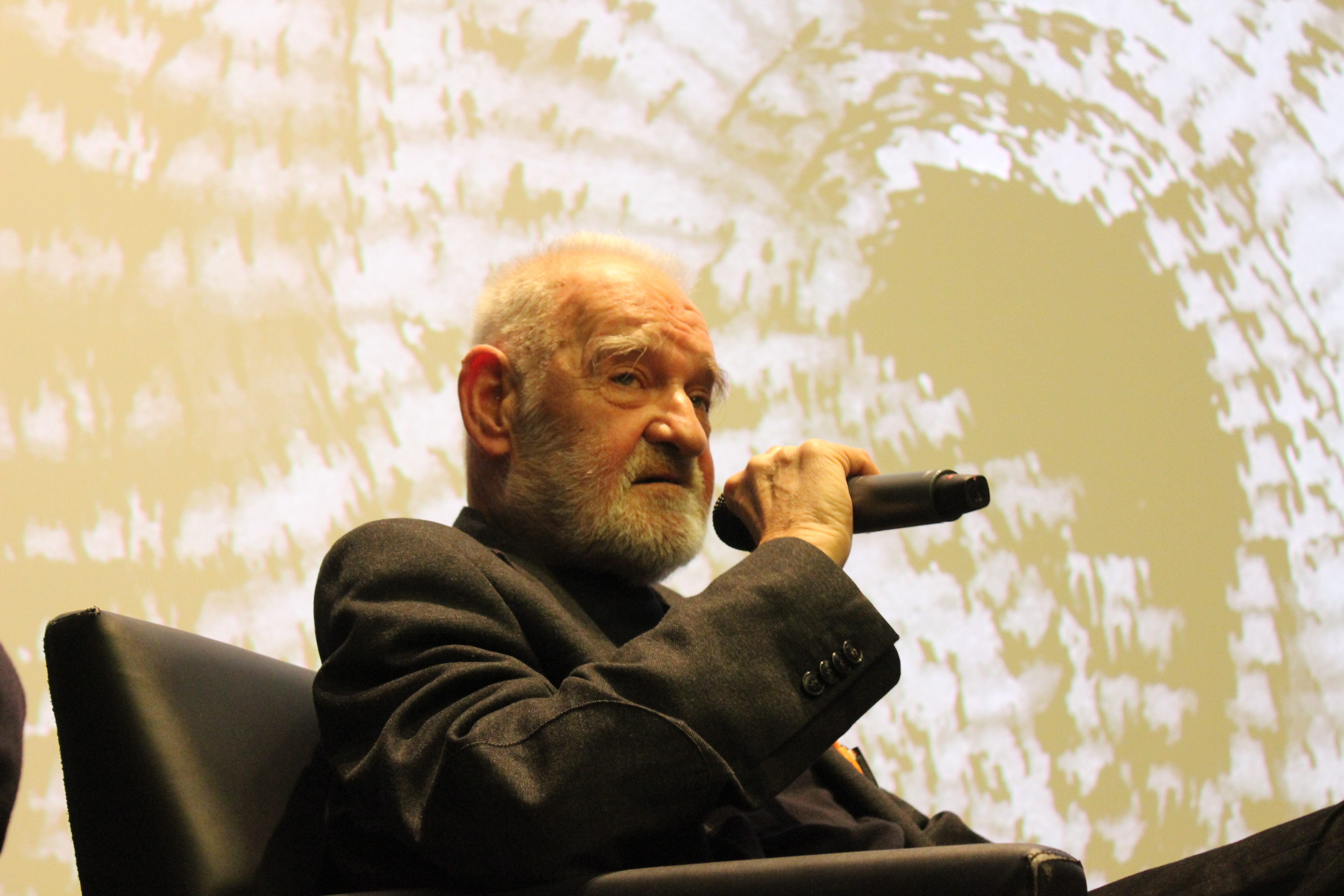
Masterclass Bély Tarra v roce 2023
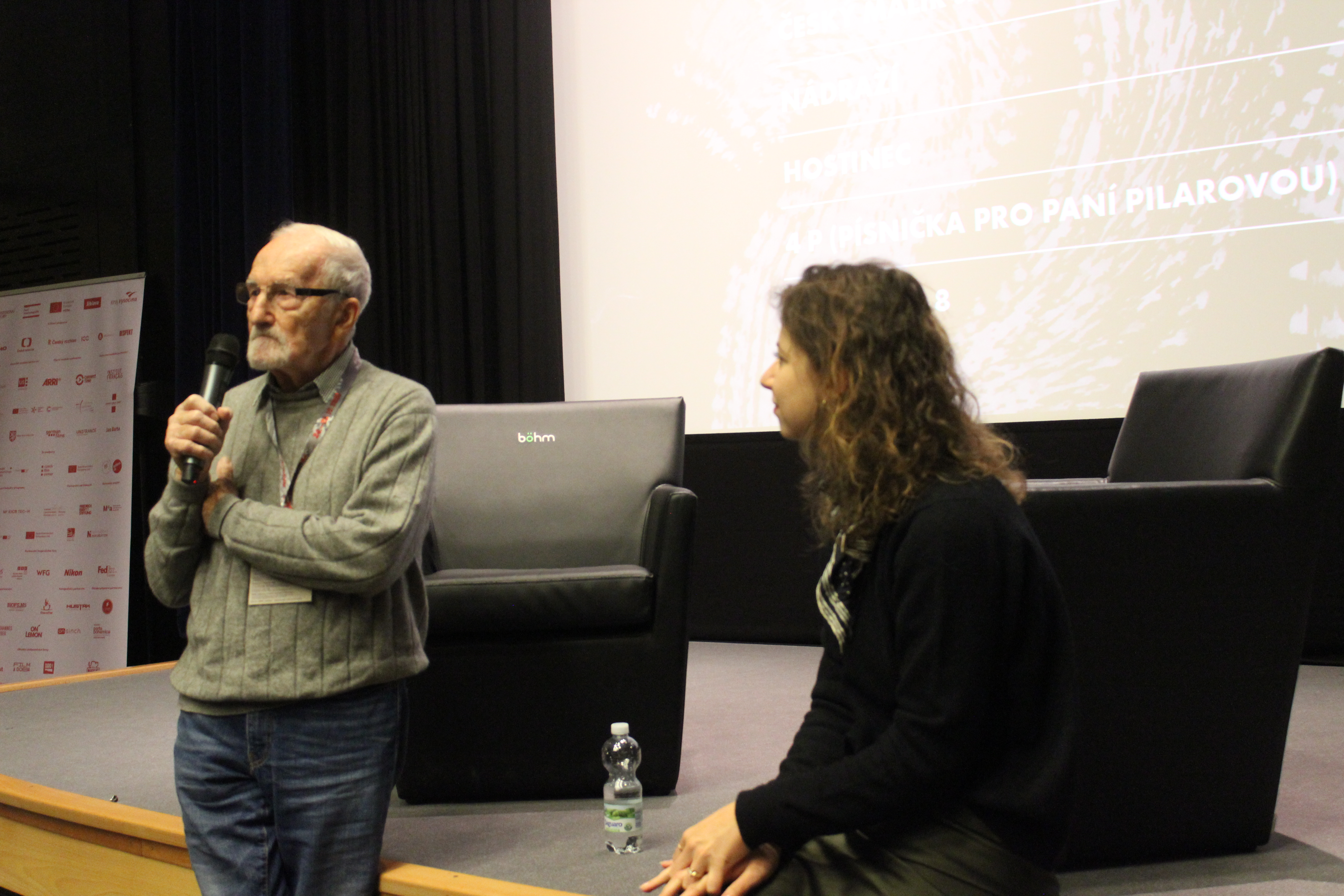
Václav Táborský na festivalu
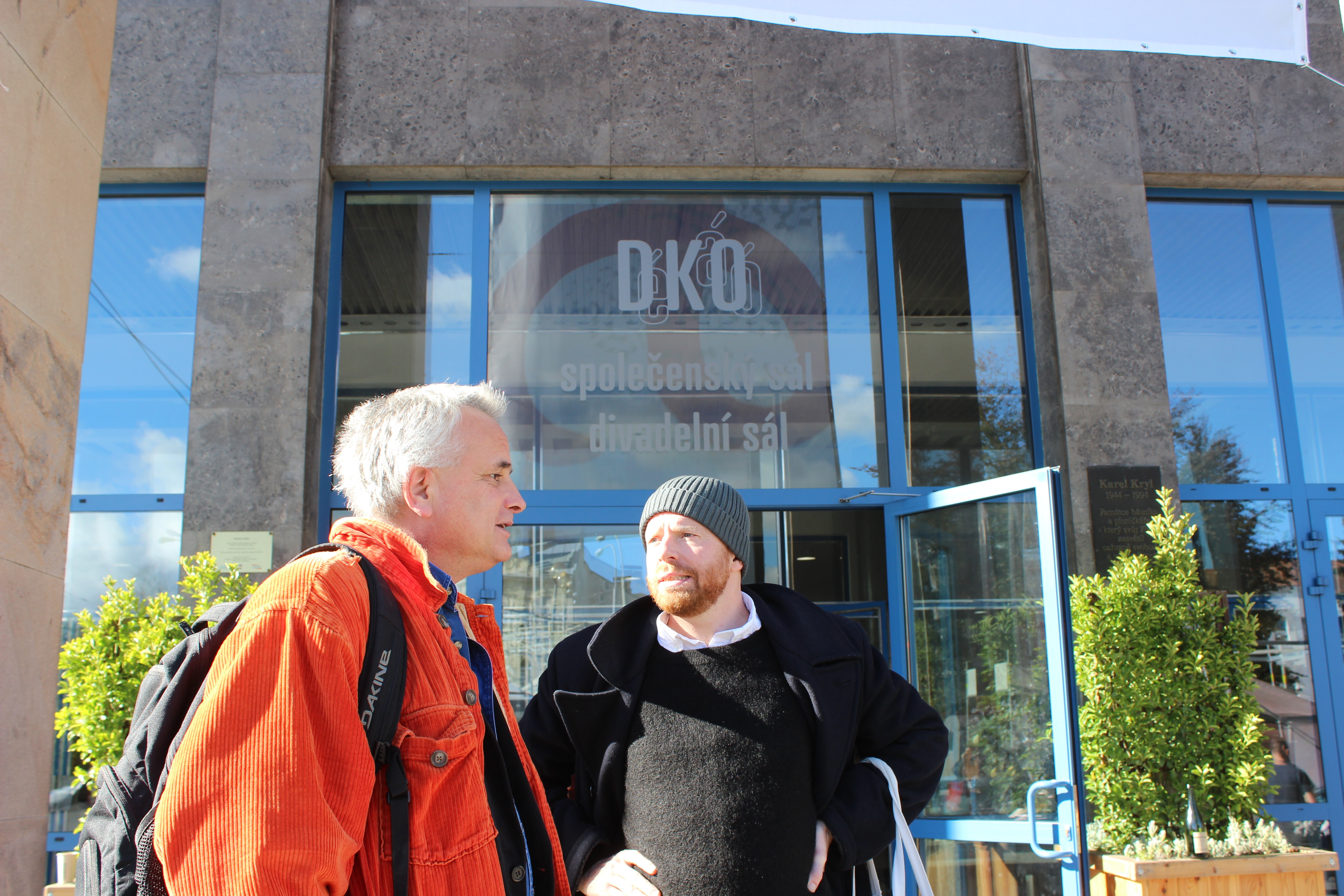
Jan Gogola a Jakub Wagner před DKO
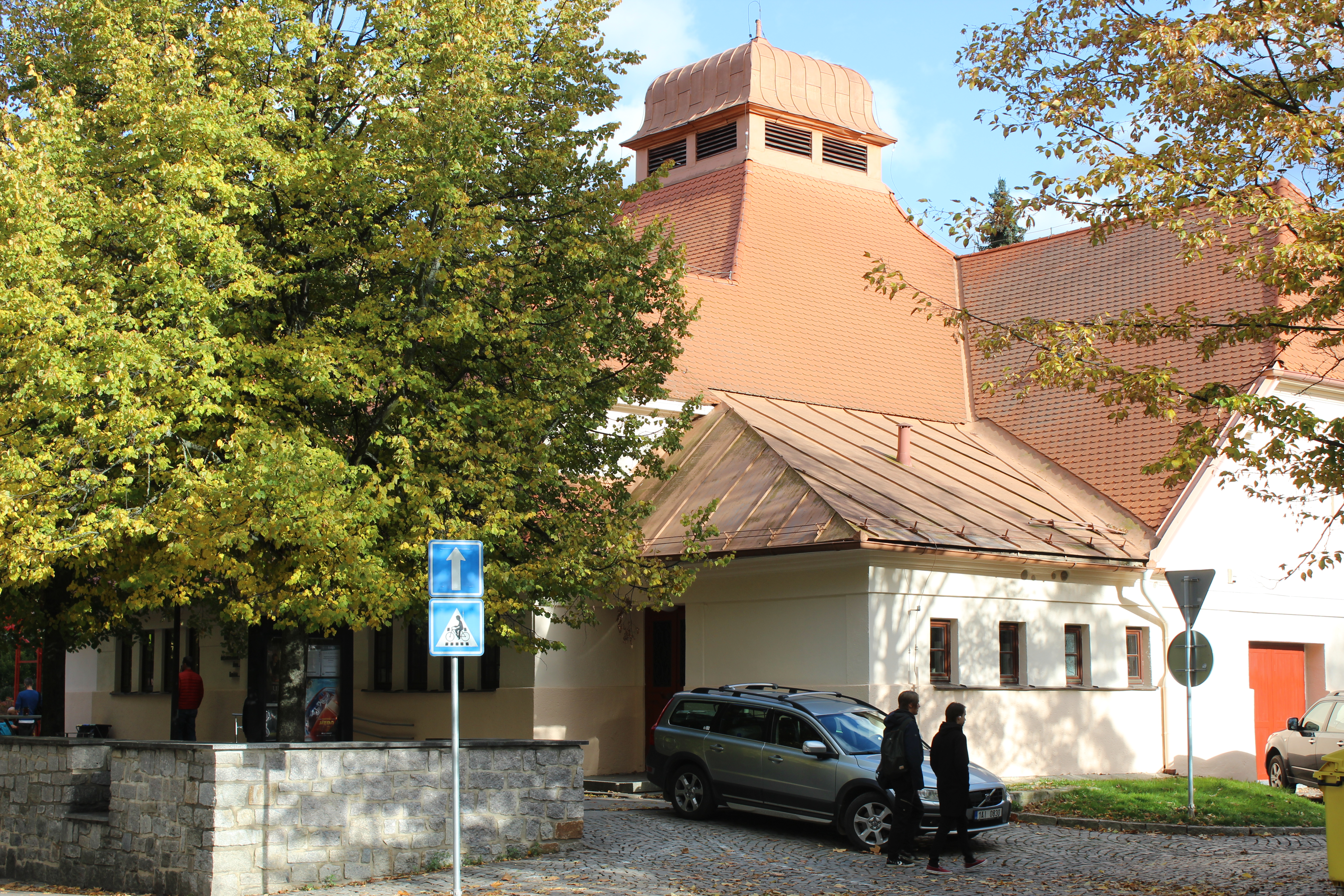
Kino Dukla, původní dějiště festivalu
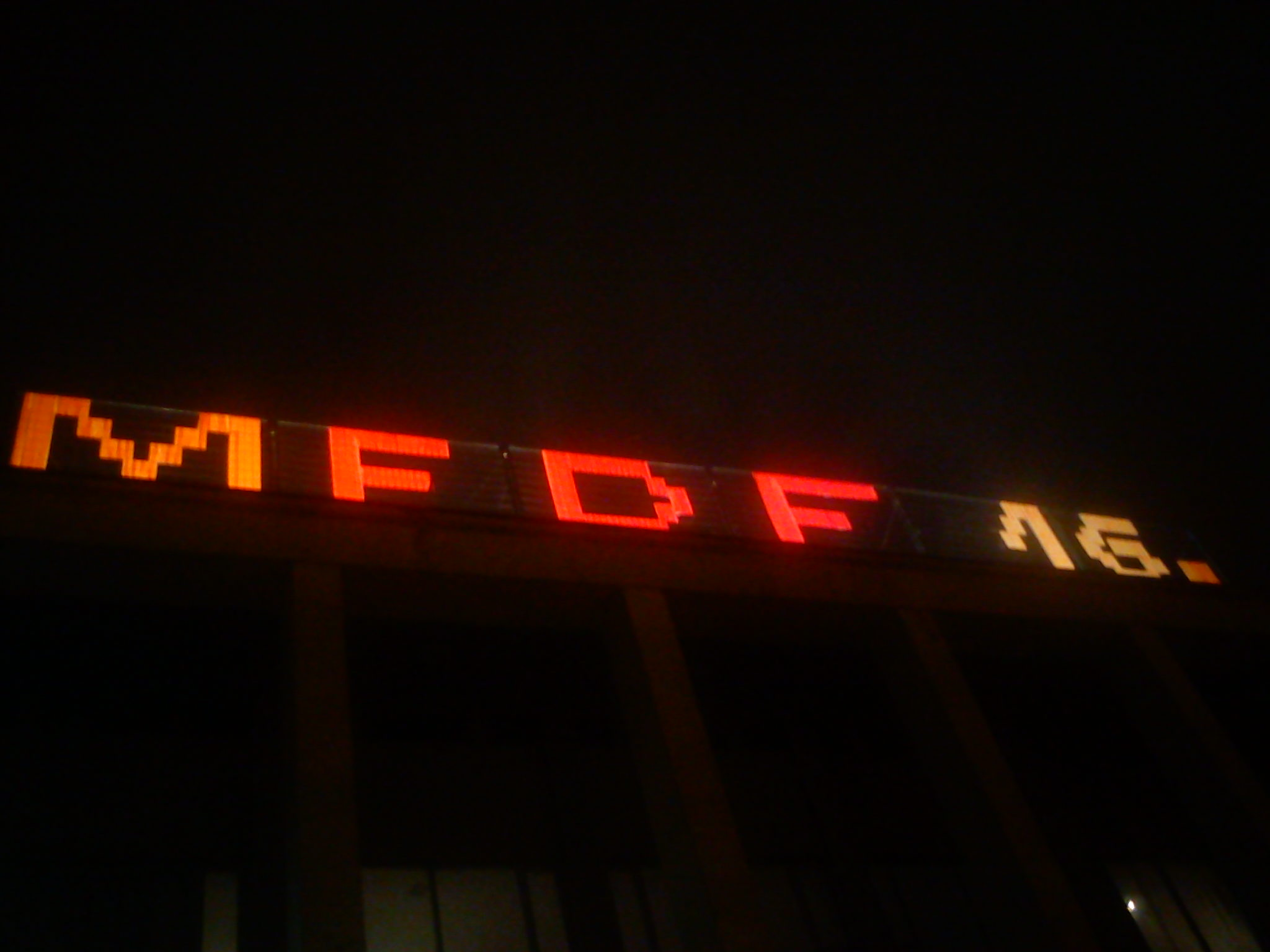
Svítící nápis 16. ročníku

## Hosté

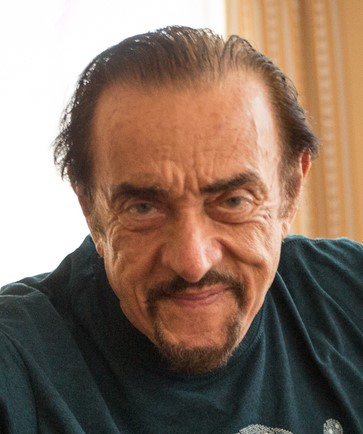
Philip Zimbardo na 20. MFDF Ji.hlava 2016

Festivalu se v minulých letech zúčastnila řada režisérů, filmových teoretiků a historiků. Kromě odborníků z oblasti filmu navštěvují festival také osobnosti veřejného života, spisovatelé, umělci či aktivisté.
S hosty je možné se potkat v rámci Inspiračního fóra (Industry Program) nebo masterclass (nesoutěžní sekce). Osobnosti ze světa filmu jsou tradičně také členy soutěžních porot (např. soutěží Mezi Moři či Opus Bonum).
- 1999: Viktor Kossakovsky
- 2000: Richard Leacock
- 2001: Jay Rosenblatt
- 2003: Mike Hoolboom, Tue Steen Müller
- 2004: Guy Gauthier, Herz Frank, Jean Perret, Hans Joachim Schlegel
- 2005: Naomi Kawase, Jean-Pierre Gorin, Jean-Pierre Rehm, William Wees
- 2006: Manoel de Oliveira, François Jost, Khavn de la Cruz
- 2007: Woody Vasulka
- 2008: P. Adams-Sitney, Karel Vachek, Alice Lovejoy, Karol Hordziej
- 2009: Bill Nichols, Jorgen Leth, Amir Labaki
- 2010: Thomas Elsaesser, John Bok, Luciano Barisone, Guillermo Ruiz
- 2011: Peter Kubelka, Carlos A. Aguilera, Alexej Pluser-Sarno, Jana Sarna, Basilio Martín Patino, James T. Hong
- 2012: Tariq Ali, Natalja Gorbaněvská, Anna Hutsol, Kao Sing-ťien, Mads Brügger, Jero Yun, Laurens Drillich, Ray Sandeep, Xavier Christiaens
- 2013: Artemij Troickij, Šelja Kamerić, Moazzam Begg, Jurij Norštejn, Craig Baldwin, Dudley Andrew, Lordan Zafranović, Vitalij Manskij, Eyal Sivan, Kirsten Johnson, Yoshiki Nishimura, Joe Gantz, Bartek Konopka
- 2014: Joseph Čcheng, Petr Pavlenskij, Kateřina Šedá, Godfrey Reggio, Albert Serra, Peter Tscherkassky, Želimir Žilnik, Nicolas Philibert, Deborah Stratman, Wojciech Staroń, Kidlat Tahimik, Jaime Rosales, Bing Wang
- 2015:  Artavazd Pelešjan, Marija Aljochinová, Julian Assange, Osama Abdul Mohsen, Abbas Fahdel, Amra Bakšić Čamo, Daniel Walber, Fred Kelemen, Viera Čakányová, Thomas A. Ostbye
- 2016: Fridrik Thór Fridriksson, Philip Zimbardo, Michail Durnenkov, Cchang Pching, Claire Atherton, Rebecca O’Brien, Mike Bonanno, Martin Kollár, Jacopo Quadri, Hilmar Örn Hilmarsson, Bill Morrison
- 2017: Jóhann Jóhannsson, Laila Pakalnina, Karpo Godina, Andreas Horvath, Ada Solomon, Dmitrii Kalashnikov, Pierre-Olivier Bardet
- 2018: Radu Jude, Gustav Deutsch, Sean McAllister, Krzystof Zanussi, Vitalij Manskij, Marcel Carriére
- 2019: Cristi Puiu, Karel Vachek, Khavn De La Cruz, Sergej Dvorcevoj, Francisco Cantú, Bill McKibben, Fawzia Koofi
- 2020: Hubert Sauper, Roberto Minervini, Ndoni Mcunu, Peter Tinti
- 2021: Vitalij Manskij, Oliver Stone, Judith Butler, Bruce D. Perry, David Abram
- 2022: Ada Solomon, Lav Diaz, Josef Koudelka, David Ernaux-Briot
- 2023: Béla Tarr, Agnieszka Holland, Václav Táborský, Hans Blix (online), Naomi Kawase (online)
- 2024: Tsai Ming-Liang, Andrei Ujică, Roberto Minervini, Vít Klusák, Filip Remunda, Benjamin Tuček, David Čálek, Marek Šulík, Peter Kerekes, Marie Dvořáková, Marie Tomanová

## Další aktivity

### Doc Alliance
MFDF Ji.hlava se věnuje mnoha aktivitám celoročně. MFDF Ji.hlava je zakládajícím členem Doc Alliance, sdružení sedmi předních evropských festivalů dokumentárních filmů, jehož webový portál DAfilms.cz (a DAfilms.com), distribuující dokumentární a experimentální snímky online pod názvem Doc Alliance Films, je původním projektem festivalu. Podílí se rovněž na projektech určených pro filmové profesionály  DOC.STREAM a ve spolupráci s Institutem dokumentárního filmu na projektu Ex Oriente Film, či na trhu východoevropských dokumentů  East Silver.

### Publikační aktivity
Spolek DOC.DREAM, pořadatel festivalu, je aktivní také v publikační činnosti (např. Karel Vachek: Teorie hmoty; Bill Nichols: Úvod do dokumentárního filmu; Guy Gauthier: Dokumentární film, jiná kinematografie; David Čeněk: Chris Marker; Sborníky DO I-VI) a provozuje online portál dok.revue, který se věnuje teorii a kritice dokumentárního filmu.
Festival od roku 2003 vydal šest čísel sborníku textů o dokumentu s názvem DO a od roku 2005 dodnes vydává dok.revue. Jedním z cílů portálu dok.revue je tedy i zpřístupnění rozsáhlého archivu teoretických, historických a kritických textů věnovaných dokumentárnímu filmu, které byly dříve vydány tiskem v malých nákladech a jež jsou nyní rozebrány. Dok.revue je určena širší veřejnosti se zájmem o kulturní dění. Její součástí jsou rozhovory, recenze, studie a příležitostně také úvahy a komentáře, týkající se podmínek rozvoje českého dokumentu, které jsou neodmyslitelně spojeny s aktuální společenskou situací.

### Ji.hlava Industry Program
Ji.hlava Industry Program je projekt určený filmovým profesionálům a již šestnáct let je nedílnou součástí festivalu. Do této sekce patří následující programy a platformy:
- Emerging Producers – propagační a vzdělávací projekt sdružující evropské producenty dokumentárních filmů
- Jihlava New Visions Forum & Market – prezentace dokumentárních projektů z Evropy a USA ve vývoji, produkci a post-produkci.

- Docu Talents from the East – panel představující nejpozoruhodnější autorské dokumentární projekty ze střední a východní Evropy ve fázi produkce či postprodukce, do roku 2017 probíhal v rámci MFF KV, od roku 2018 se koná v rámci Sarajevo Film Festival

- Festival Identity – setkání pořadatelů filmových festivalů
- Inspirační fórum – setkání režisérů dokumentárních filmů s významnými osobnostmi mimo filmovou komunitu - vědci, spisovateli, výtvarnými umělci či filozofy
- Konference Fascinace – konferenční setkání zaměřující se na distribuci experimentálních filmů
- Visegrad Accelerator – platforma pro setkávání českých, slovenských, maďarských a polských filmových profesionálů, zástupců státních institucí a médií.
- Ji.hlava Film Fund – podpora ve formě vizuální a zvukové postprodukce pro středometrážní a dlouhometrážní dokumentární a hybridní filmy vznikající v regionu střední a východní Evropy
- Ji.hlava Academy – vzdělávací, networkingová a inspirační platforma určená všem talentovaným profesionálům se zkušenostmi s různými aspekty současného nonfikčního filmu

### Akce v průběhu roku
Kromě samotného festivalu, který se koná v říjnu, pořádají organizátoři Ji.hlavy také několik akcí, probíhajících v průběhu celého roku:
- Ozvěny Ji.hlavy – festivalové ozvěny se konají v České republice, na Slovensku a v dalších světových zemích (Belgie, Francie, Ukrajina, USA aj.)
- Dokumentární pondělí – pravidelné projekce dokumentárních filmů za účasti tvůrců v pražském artovém kině Světozor
- Živé kino – letní promítání vybraných českých dokumentárních filmů na netradičních místech v Jihlavě a Praze

### Vzdělávání
MFDF Ji.hlava se angažuje v řadě vzdělávacích aktivit:
- Centrum dokumentárního filmu - jihlavský prostor v kině Dukla zaměřený na zkoumání i objevování dokumentární kinematografie v několika úrovních současně (vzdělávání, knihovna, videotéka, výzkum)
- Média a dokument - workshop pro studenty filmové vědy a žurnalistiky na téma psaní o dokumentárním filmu, probíhající v rámci MFDF Ji.hlava